# Пандо (департман)
Пандо (шп. Pando), један је од девет департмана Вишенационалне Државе Боливије. Департман се налази на крајњем северу државе и граничи се са Бразилом (на северу и истоку) и Перуом (на западу). Покрива укупну површину од 63.827 км ² и има 81.160 становника (2010).
Највећи град и административни центар департмана је Кобиха.
Департман Пандо налази се на надморској висини од 280 метара. У северозападном делу департману су џунгле. Овај регион је познат као кишни део Боливије и област је тропских шума. Већи део године клима је топла, са температурама изнад 26 °C углавном.
Пандо је најмање насељени департман у Боливији, већина тропских предела лажи ближе екватору уз Амазон и највише изолованих подручја, налази се у овом делу Боливије. Карактеристично за овај департман је потпуни недостатак нормалних путева који би га повезували са остатком земље. Департман је административно подељен у пет покрајина.

## Галерија
- Пејзаж у Панду